# Тэгрынкеу
Тэгрынкеу (или Тегрынкеу, иногда Тыгренкеу; 1887—1946) — чукотский национальный советский деятель. Чукча.

## Биография
Родился в Дежнёво Гижигинского уезда Приморской области. Помогал дедушке добывать китов и морского зверя. С 16 лет работал подсобным рабочим у американского торговца, сначала за еду и одежду. В 1913 дедушка умер, а Тэгрынкеу перебрался в Уэлен. Работал матросом на американском экспедиционном судне. Зимой 1914 года, гостя в родном селе, оскорбил и обезоружил стражника в ходе конфликта из-за убийства собаки. Был арестован, в ходе разбирательства недолго сидел в камчатской тюрьме. Событие это оказалось важным для всей последующей жизни молодого человека. Возможно, провёл зиму в Петропавловске-Камчатском. В 1914-м же помогал строить школу и подружился с русским прорабом, получил навыки плотника и строителя и начал осваивать язык. Затем до 1917—1918 года занимался моржово-китобойным промыслом сам и нанимаясь на американские суда.
После начала в России революционных событий, хорошо знавший русский и немного говоривший по-английски чукча Тэгрынкеу становится переводчиком у большевиков. В 1923 он вступил в революционный отряд, который должен был противодействовать возможному прорыву белых на Чукотку для последующего ухода за границу. Прорыв, правда, так и не состоялся. Тэгрынкеу был не только переводчиком, но и агитатором-пропагандистом, стал первым мотористом из числа чукчей. Стал членом Уэленского кооператива, а затем возглавил его.
Участвовал в Камчатском окружном съезде советов (1928) как представитель чукотского народа. В своей речи жаловался на плохое снабжение чукчей товарами. В 1929 избран председателем Чукотского райисполкома. В 1932 Чукотский окружной съезд советов избрал его главой окружного исполкома. Основная власть находилась в руках партийного аппарата, но курс на т. н. коренизацию помог чукче Тэгрынкеу занять формально высшую должность как представителю коренного народа. Занимая её, Тэгрынкеу продолжал работать физически сам.
В 1934 по состоянию здоровья, что могло быть и реальной, и только формальной причиной, отошёл от дел. На должности главы окружного исполкома его сменил Тэвлянто, тоже чукча, отучившийся в Ленинграде. В 1936 участвовал в съезде, высказывал независимое мнение о коллективизации. В том же году в протоколе пленума отмечен случай пьянства Тегрынкеу. Потом, возможно, «исправился», на что указывал в своей речи. Был членом Комитета нового алфавита (КНА). Жил в Анадыре, затем вернулся в Уэлен.
Членом партии Тэгрынкеу так и не стал, оставаясь кандидатом.

## Семья
С родителями отношений не поддерживал (что было нормально для чукчи, воспитанного вместе с братом дедушкой по обычаям). К тому же мать Тэгрынкеу имела репутацию шаманки, что было неуместно для советского деятеля. Был двоеженцем, имел восемь детей. Способствовал организации косторезного промысла.

## Память
Именем Тэгрынкеу (с вариантами его написания) названы улицы в нескольких чукотских сёлах — Тавайвааме, Алькатвааме.

## В культуре
- Выведен в романе Юрия Рытхэу «Сон в начале тумана».